# Mahahual
Mahahual (pronunciación: /majahual/) es un puerto y población del estado mexicano de Quintana Roo, en el municipio de Othón P. Blanco frente al mar Caribe. En los últimos años se ha desarrollado como un importante centro turístico en crecimiento.

## Toponimia
El nombre de Mahahual podría provenir de tierra de la majagua (Hibiscus elatus) o de la mahahua (Guazuma ulmifolia) o de majahua (Hernandia wendtii), plantas nativas de las regiones costeras, así como de la palabra maya lu'umil que se traduce como lugar, tierra de.

## Ubicación
Mahahual se encuentra sobre la costa del Mar Caribe, a unos 55 km de la Carretera Federal 307 Cancún-Chetumal. Pertenece al municipio de Othón P. Blanco, y su nombre procede de una familia de árboles típicos de la zona.
Se encuentra cerca del Parque Marino "Arrecifes de Xcalak", junto con Río Huache, Bacalar y Chetumal.

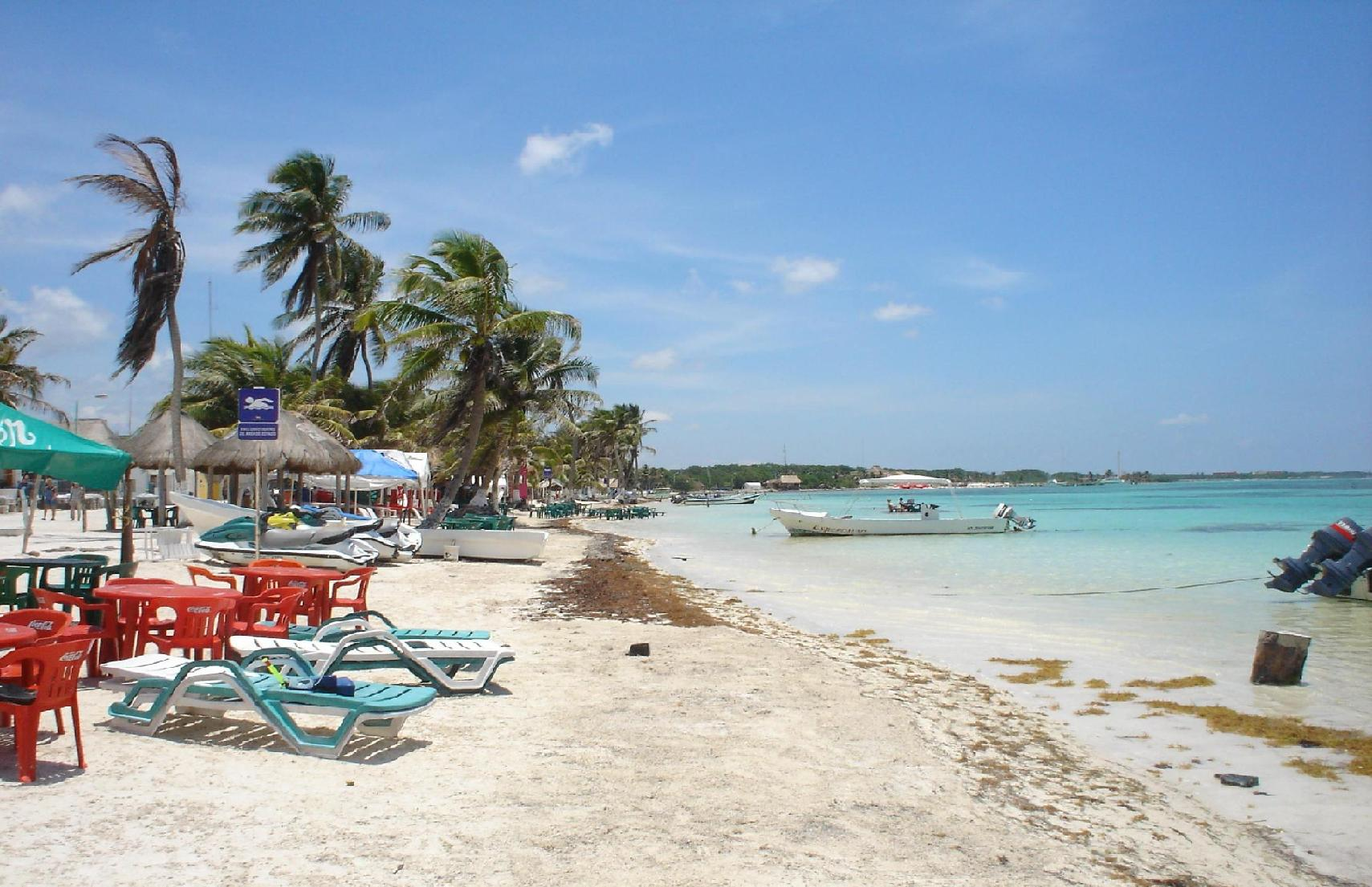
Playa de Mahahual

Uno de los principales atractivos de Mahahual es su cercanía con el banco Chinchorro, un atolón coralino declarado reserva natural, y la segunda barrera de arrecife más grande del mundo (después de la Gran barrera de Coral, en Australia). Este arrecife se sitúa en el Mar Caribe frente a las costas de Quintana Roo y Belice, y tiene una enorme biodiversidad, sumamente atractiva para bucear en ella. Así mismo se encuentra rodeada por grandes extensiones de selva virgen.

## Historia
Mahahual hasta fines del siglo XX ha sido una pequeña villa de pescadores poco conocida, a ella únicamente acudían población de las cercanías para aprovechar sus playas y sitios de recreo sin desarrollar, sin embargo actualmente se ha iniciado su desarrollo como centro turístico alternativo a Cancún o la Riviera Maya, sobre todo como muelle de cruceros y el delfinario Dolphin Discovery Costa Maya, así mismo es un importante destino para la pesca deportiva, y en el mes de junio tiene lugar un campeonato de pesca.

### Huracán Dean

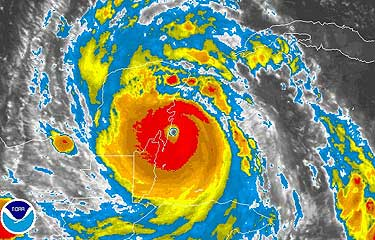
Huracán Dean

El 21 de agosto de 2007, el huracán Dean, con categoría 5 y vientos de 270 km/h tocó tierra en Mahahual, alrededor de las 4:00, siendo la localidad más seriamente afectada por su impacto, resultado: destruidos el 80 % de sus edificios e infraestructura. 

### El "Nuevo Mahahual"
Mahahual es, a la fecha, un lugar reconstruido y habilitado para ofrecer servicios para los visitantes interesados en conocer este pequeño poblado. El huracán Dean dañó severamente a la comunidad de Mahahual en agosto de 2007; sin embargo, los residentes trabajaron mucho para recuperarse y levantar el "Nuevo Mahahual", que incluye la playa pública más grande de Quintana Roo, y un andador de alrededor de 1700 m, en donde los restaurantes que están frente al mar también arrojan dividendos a los pobladores porque ofrecen pescado y langosta de la región.
Mahahual cuenta aproximadamente con 600 cuartos de hospedaje, 2 pequeños hostales, algunas cabañas y áreas para campamento.
Las prácticas del buceo y pesca deportiva (caracol rosado, chancay, mero, pargo, coronado, picuda, mojarra, huachinango) son las principales actividades económicas que dejan los turistas que, atraídos por la calma y tranquilidad, así como por sus espectaculares playas y la barrera coralina, quedarán satisfechos de la belleza del lugar. Su cercanía a la segunda barrera de arrecifes más grande del mundo, el Banco Chinchorro y el hecho de que está rodeado de selva virgen con una biodiversidad espectacular, hacen de Mahahual un sitio de interés para los ecoturistas y buceadores de todo el mundo.
Sin embargo, Mahahual enfrenta diversos retos que van en detrimento de la economía y bienestar de la comunidad, tales como la pesca furtiva, la entrada de especies invasoras como el gato y la rata negra, la pesca y el tráfico ilegal de especies, la vulnerabilidad de la zona arrecifal al cambio climático y el desarrollo de empresas no sustentables.

## Asentamiento prehispánico
En abril de 2020, especialistas del Instituto Nacional de Antropología e Historia (INAH) anunciaron que descubrieron, en Mahahual, un asentamiento prehispánico que data del periodo Posclásico maya (1200-1546 d. C.), en la costa oriental de la península de Yucatán.